# Thibetoides gilvus
Thibetoides gilvus är en stekelart som beskrevs av Viktorov 1964. Thibetoides gilvus ingår i släktet Thibetoides och familjen brokparasitsteklar. Inga underarter finns listade i Catalogue of Life.